# Лангверт фон Зиммерн, Генрих

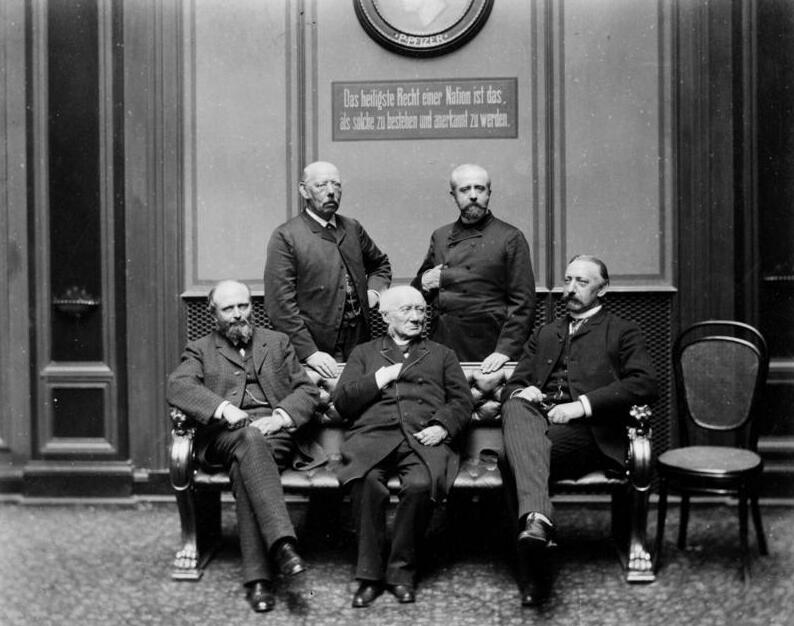
Лангверт фон Зиммерн в первом ряду слева

Генрих Лангверт фон Зиммерн (барон Langwerth v. Simmern; 15 ноября 1833 — 5 августа 1914) — немецкий политический деятель.
Ярый противник прусской власти в Ганновере, в рейхстаге принадлежал к партии вельфов. Его работы: «Von 1806 bis 1866. Zur Vorgeschichte des neuen deutschen Reichs» (Лпц., 1872); «Die deutschhannöversche Partei und die braunschweigische Frage» (Целле, 1885); «Oesterreich und das Reich im Kampf mit der franz. Revolution» (Б., 1880); «Von 1790 bis 1797. Der Revolutionskrieg im Lichte unsrer Zeit» (Ганнов., 1882) и др.